# Lasioptera javanica
Lasioptera javanica är en tvåvingeart som beskrevs av Jean-Jacques Kieffer och Leeuwen-reijnvaan 1910. Lasioptera javanica ingår i släktet Lasioptera och familjen gallmyggor. Inga underarter finns listade i Catalogue of Life.